# Laggiù qualcuno mi ama
Laggiù qualcuno mi ama è un documentario del 2023 diretto da Mario Martone.
Concepito come omaggio alla vita e alla carriera cinematografica di Massimo Troisi, ai David di Donatello 2024 il documentario ha vinto il premio per il miglior documentario.

## Trama
Il documentario racconta la vita e le opere di Massimo Troisi. Il regista Mario Martone è il narratore. Nel docufilm viene accostata l'opera cinematografica di Troisi a quella del regista francese François Truffaut, e vengono raccolte le interviste del regista ai registi Paolo Sorrentino e Michael Radford, allo sceneggiatore Francesco Piccolo, ai critici Goffredo Fofi, Federico Chiacchiari e Demetrio Salvi, ai comici e registi Ficarra e Picone. Particolarmente significativo il contributo di Anna Pavignano, co-sceneggiatrice di tutti i film di Troisi (del quale è stata anche compagna per una decina d'anni).

## Distribuzione
Il film è stato presentato al Festival internazionale del cinema di Berlino 2023, ed è uscito nelle sale italiane il 23 febbraio del 2023 distribuito da Medusa Film. Dopo l'uscita in sala è distribuito sulle piattaforme digitali Prime Video, Sky/NOW, Paramount+, TIMVSION, Netflix. e molte altre ancora.    

## Riconoscimenti
- 2024 - David di Donatello[5][6]
  - Miglior documentario